# Mihai Buculei

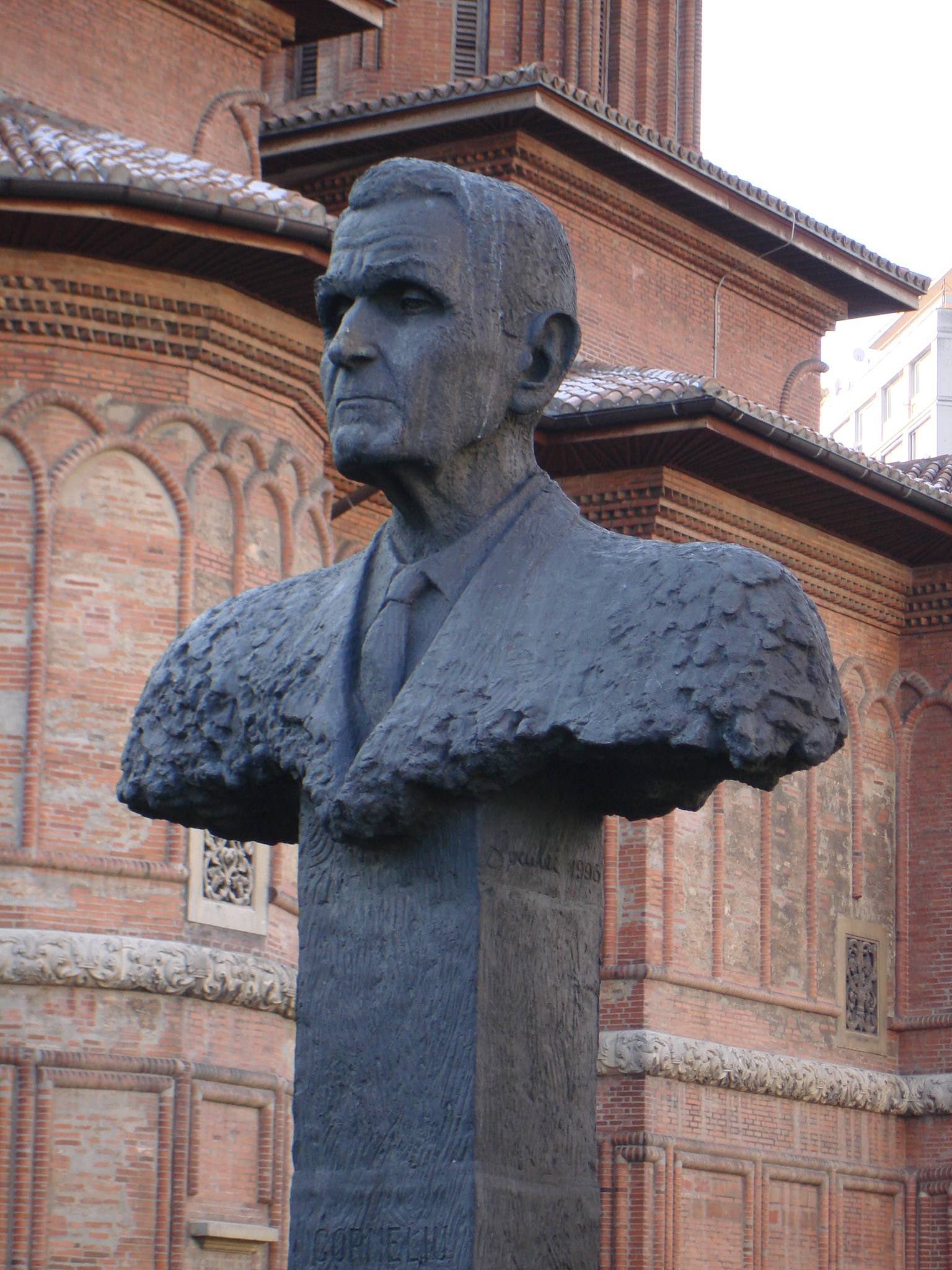
Monumentul lui Corneliu Coposu din București, de lângă Biserica Kretzulescu, 1996

Mihai Buculei (n. 22 decembrie 1940, Mihoveni, județul Suceava) este un sculptor român, fost profesor la Universitatea Națională de Arte București.
A urmat cursurile unei școli profesionale, calificându-se ca „mecanic utilaje forestiere grup electrogen”. A fost remarcat de un director de-acolo care, impresionat de talentele copilului, l-a sfătuit să plece de acolo, să dea examen la Iași.
A urmat cursurile liceelor de artă din Iași și București și a absolvit Institutul de Arte Plastice „Nicolae Grigorescu” din București, specialitatea sculptură, pe care l-a urmat între 1964 și 1970.
Lucrări ale sale se găsesc în muzee de artă din București, Botoșani, Suceava, Sofia, dar și în colecții particulare din Germania, sau în spații publice din Ungaria, Germania, Canada sau Atena.
În 1979, cu ocazia inaugurării muzeului din Buteni, lui Mihai Buculei i s-a propus să facă un bust a lui Avram Iancu sau Ioan Buteanu în centrul localității. Artistul a fost de acord dar a cerut să i se pună la dispoziție materia primă - piatra. Motrea, primarul de atunci, a adus cantități mult mai mari decât ar fi fost necesar pentru lucrare și astfel s-a ajuns de la un bust la o tabără de sculptură, concepută din șapte lucrări dintre care s-au realizat cinci. Așa au apărut pe Dealul Groșilor (loc unde, până prin 1820, a fost un cătun cu numele Groși) sculpturile maestrului Buculei: «Fântână spre dorul Iancului», «Sanctuar», «Fereastră pentru amintirea străbunilor», «Ultima jertfă a călărețului», «Fântână pentru dorul Iancului»”.

## Afiliații
- Este membru de onoare al Asociației RPER (Rencontres du Patrimoine Europe-Roumanie)[2]

## Lucrări

Statuia lui Simon Bolivar din Bucureşti

### În România
- Statuia lui Șerban Cantacuzino, stând în tron, din piatră albă, instalată pe Dealul Patriarhiei din București[6] între Crucea lui Papa Brâncoveanu și statuia Principelui Cuza, 2009.
- Bustul lui Corneliu Coposu din București.[7]
- Statuia lui Simon Bolivar, din București.[7]
- Sculptorul Mihai Buculei continuă la Roșia Montană ciclurile de lucrări cu Ferestre, Drumuri și Cupole.[8]

### În Germania
A realizat o serie de lucrări de for public pentru localitatea Beratzhausen, din Bavaria
- Paracelsus (bronz)
- Argula von Stauff (bronz). A fost o susținătoare a reformei lui Martin Luther.
- Podul spre binecuvântare (Brücke zur Seligkeit). Element în parcul cu sulpturi.
- Memorialul eroilor din război (Kriegerdenkmal). În cimitirul orașului.
- Arborele vieții (Lebensbaum). La grădinița Kindergarten St. Nikolaus.
- Pantocrator (Pantokrator). În curtea școlii generale.

## Proiecte
- Aripi - Monumentul luptei anticomuniste, este o uriașă sculptură de 28 de metri înălțime, propusă de sculptorul Mihai Buculei pentru a înlocui Statuia lui Lenin din Piața Presei Libere, reprezentând trei aripi stilizate, realizate din oțel inoxidabil, placate cu bronz patinat, care se dorește a fi primul monument al luptei anticomuniste din România. Fiecare din cele trei aripi va fi construită separat, la Uzina Electromecanică Ploiești, și va avea în jur de 40 de tone. Cele trei aripi urmează ar fi îmbinate prin intermediul unor șuruburi foarte mari, in situ, pe soclul monumentului.[9]

Deși aprobat încă din 2002, proiectul s-a împotmolit în hățișul birocratic. Potrivit domnului Buculei, finanțarea proiectului său a fost oprită și o parte din bani direcționați către Memorialul Renașterii, contestatul obelisc ridicat de Alexandru Ghilduș în memoria eroilor revoluției române din 1989.

## Distincții
- Ordinul național „Pentru Merit” în grad de Mare Ofițer (1 decembrie 2000) „pentru realizări artistice remarcabile și pentru promovarea culturii, de Ziua Națională a României”[11]